# Barom Kagyu
L'école Barom Kagyu (Wylie: 'ba' rom bka' brgyud; aussi brièvement :Bagyü) est l'une des quatre grandes écoles de la tradition Kagyu, école du bouddhisme tibétain. 
L'école Barom Kagyu a été fondée au XIIe siècle par Barompa Darma Wangchug (tib.: 'ba rom pa dar ma dbang phyug; 1127-1199/1200), l'un des quatre étudiants les plus importants de Gampopa,  
Les élèves et les maîtres suivants de l'école aux XIIe et XIIIe siècles vivaient dans la région du Kham au Tibet. La transmission principale de cette tradition est la doctrine du Mahamoudra.  Depuis le XVIIe siècle, cette lignée est détenue par les lamas Bagyod. L'actuel détenteur de la lignée est le 8e Bagyod Rinpoché. 
Tulku Urgyen Rinpoché et Chokyi Nyima Rinpoché sont des détenteurs de la lignée Barom Kagyu. 
La lignée Ripa a été fondée par Barom Darma Wangchug, dans la tradition Barom Kagyu.